# Édith et Marcel
Pour plus de détails, voir Fiche technique et Distribution.
Édith et Marcel est un film français réalisé par Claude Lelouch et sorti en 1983.

## Synopsis
En 1947, la chanteuse Édith Piaf et le boxeur Marcel Cerdan sont tous deux au sommet de leurs gloires respectives. Leur rencontre donnera naissance à une histoire d'amour passionnée, durant deux courtes années.
Parallèlement à cette relation, une autre histoire d'amour naît entre Jacques Barbier, un prisonnier de guerre, et sa marraine de guerre, Margot de Villedieu, ressemblant beaucoup à Édith et qui appartient à une famille bourgeoise. Mais la correspondance entretenue entre eux est biaisée car le prisonnier a fait écrire ses lettres par son lieutenant.

## Fiche technique
- Titre : Édith et Marcel
- Réalisation : Claude Lelouch, assisté d'Alain Maline
- Scénario : Claude Lelouch, Pierre Uytterhoeven et Gilles Durieux
- Décors : Tony Egry et Jacques Bufnoir
- Costumes : Catherine Leterrier
- Photographie : Jean Boffety
- Son : Harald Maury
- Montage : Hugues Darmois
- Musique : Francis Lai
- Production déléguée : Tania Zazulinsky
- Production : Claude Lelouch
- Maquillage : Dominique Colladant
- Sociétés de production : Les Films 13 et Parafrance Films
- Société de distribution : Parafrance Films
- Pays d'origine :  France
- Langue originale : français
- Format : couleur (Eastmancolor) — 35 mm — son Dolby
- Genre : Biopic, drame, romance
- Durée : 162 minutes
- Date de sortie : France : 13 avril 1983

## Distribution
- Évelyne Bouix : Édith Piaf / Margot de Villedieu
- Jacques Villeret : Jacques Barbier
- Francis Huster : Francis Roman
- Jean-Claude Brialy : Loulou Barrier
- Marcel Cerdan Jr : Marcel Cerdan
- Jean Bouise : Lucien Roupp
- Charles Gérard : Charlot
- Charlotte de Turckheim : Ginou Richer
- Micky Sébastian : Marinette Cerdan
- Maurice Garrel : le père de Margot
- Ginette Garcin : Guite
- Philippe Khorsand : Jo Longman
- Jany Gastaldi : Momone
- Candice Patou : La sœur de Margot
- Tanya Lopert : le professeur d'anglais
- Jean Rougerie : le directeur du théâtre
- Beata Tyszkiewicz : la mère de Margot
- Charles Aznavour : lui-même
- Fouad Sakete
- Stéphane Ferrara
- Dominique Benkouai
- Michel Chapier
- Yveline Ailhaud
- Pierre Aknine
- Mireille Audibert
- Jean-Pierre Bacri
- Marc Berman
- François Bernheim
- Corinne Blue
- Jean-Claude Bourbault
- Louise Chevalier
- Christian Gaubert
- Francis Lai
- Robert Lombard
- Georges Lycan
- Alain Maline
- Peter Semler
- Carl Studer
- Allan Wenger

## Autour du film
- Le rôle de Marcel Cerdan devait être joué au départ par Patrick Dewaere, mais ce dernier s'est suicidé quelques jours avant le début du tournage.
- Sur la bande-son, 8 chansons sont interprétées par Mama Béa  (voir l'album : Extraits de la bande originale du film Édith et Marcel).